# За бортом (фильм, 2018)
«За бортом» (англ. Overboard) — американская комедия 2018 года, поставленная режиссёром Робом Гринбергом по его сценарию с участием Боба Фишера и Лесли Диксон. Ремейк одноимённого фильма, вышедшего в 1987 году. Сюжет аналогичен, за исключением того, что персонажи поменялись местами: здесь трудолюбивая мать-одиночка убеждает богатого плейбоя, который впал в амнезию, что они давно женаты. В фильме снялись Эухенио Дербес, Анна Фэрис, Ева Лонгория, Джон Ханна и Свузи Кёрц.
Премьера фильма в США состоялась 4 мая 2018 года. Фильм получил смешанные отзывы от критиков, которые высоко оценили игру Фэрис, но раскритиковали историю, которая не добавила ничего нового к оригиналу.

## Сюжет
Кейт Салливан, овдовевшая мать-одиночка, воспитывает трёх дочерей. Семья едва сводит концы с концами: Кейт работает на двух работах (в клининговой службе и доставщиком пиццы), а также собирается сдать экзамен на квалификацию медсестры, но толком не успевает готовиться к нему из-за работы. Однажды её направляют почистить ковры на роскошной яхте, которая принадлежит Леонардо Монтенегро — эгоистичному, избалованному и состоятельному мексиканцу-плейбою. После выполненной работы Леонардо отказывает Кейт в оплате за то, что она жёстко ответила ему на выказанное им неуважение к ней и к её труду. Вдобавок он выбрасывает за борт её саму и пылесос. За потерю оборудования её увольняют из клининговой фирмы, и теперь ей нужно срочно найти вторую работу, чтобы платить кредит за дом. Однако ночью Леонардо в состоянии опьянения падает с яхты за борт и просыпается на берегу, не помня своего имени. Его старшая сестра Магдалена узнаёт об этом и приходит за ним в больницу, но увидев его состояние, заявляет об ошибке и уходит, после чего заявляет отцу и младшей сестре Софии о смерти брата в зубах акулы, желая вместо него стать наследницей семейного бизнеса. В качестве доказательства она предъявляет урну с прахом, в действительности взятым из коптильни.
Вскоре Кейт тоже узнаёт об этом происшествии из новостей. У её подруги Терезы появляется план: так как Кейт не успевает с подготовкой к экзаменам, было решено, что она заберёт Леонардо к себе на то время, пока не сдаст экзамены. В итоге Кейт приходит к нему в больницу и заявляет, что они женаты, а для подкрепления показывает поддельные свидетельство о браке и семейные фотографии, изготовленные любовником её подруги Терезы, строительным прорабом Бобби. Леонардо в привычной манере начинает ругаться и ничего не признаёт, но Кейт предъявляет последнее «доказательство» — татуировку мультгероя у него на ягодице, которую она подглядела, когда убиралась на яхте. Бобби устраивает Леонардо на работу в свою бригаду. Под новым сокращённым именем «Лео Салливан» он начинает новую жизнь строителя и отца трёх девочек разных возрастов.
Сперва ему всё это даётся очень тяжело, но со временем он проникается искренней отцовской любовью к девочкам и влюбляется в Кейт. Та тоже замечает его старания и начинает испытывать угрызения совести за свой поступок, но не решается ему рассказать об обмане (особенно видя, как к нему привязались её дочки). К тому же, благодаря его активной помощи, ей удаётся успешно сдать экзамен на медсестру. Во время вечеринки на пляже по этому случаю один мужчина случайно узнаёт Лео и скидывает своему знакомому — капитану яхты Монтенегро — его свежее фото. Отец и София приходят в восторг от новости, что Леонардо живой, а Магдалена приходит в ужас. Тем не менее, вся семья приезжает в Орегон. Увидев старых родственников, Леонардо мгновенно всё вспоминает. Раздавленный тем, что почти месяц жил фальшивой жизнью, он в слезах уезжает, вызвав грусть всех Салливанов.
Вернувшись домой, Леонардо понимает, что его взгляды на жизнь и бизнес стали в корне другими, и что с Кейт и её дочерьми он был гораздо счастливее. Поэтому он просит развернуть яхту обратно, чем вызывает шок у своего отца. Магдалена начинает поддерживать инициативу брата, и тут София с помощью не слишком хитрых умозаключений разоблачает её мошенничество. Однако времени на шок не остаётся: Салливаны не выдерживают без Леонардо и плывут за ним. Монтенегро-старший пытается развернуть яхту, но Леонардо прыгает за борт, а Кейт плывёт ему на встречу. В качестве последней меры отец грозит сыну лишением денег, но Леонардо и на это согласен. Магдалена уже было готовится праздновать, но отец, в любом случае возмущённый её коварством, передаёт бизнес Софии, а Магдалена получает должность руководителя фонда помощи сиротам (которых она на самом деле терпеть не может).
Лео и Кейт возвращаются к совместной жизни, но внезапно приезжает его бывший дворецкий Колин и сообщает, что Монтенегро-старший не смог отобрать у сына яхту, которую подарил ему на день рождения. Леонардо не вникал в тонкости юридических отношений и забыл, что яхта принадлежит ему лично, в отличие от всей остальной роскоши. Теперь они могут продать яхту за 60 миллионов долларов и после этого нанять Колина в качестве няни. Последняя сцена фильма — свадьба Леонардо и Кейт.
Во время титров показываются поздравления родственников Лео:
- Мистер Монтенегро заявляет, что решил сам выкупить яхту у сына, дабы потом подарить её своим новым «внучкам», которые ему уже понравились;
- София находится в командировке, поэтому поздравляет по видеосвязи;
- Магдалена в попытке вернуть хорошую репутацию в семье находится на Филиппинах с образовательной миссией, хотя никто из детей её не любит.

## В ролях
- Эухенио Дербес — Леонардо Монтенегро / Лео Салливан
- Анна Фэрис — Кейт Салливан
- Ева Лонгория — Тереза
- Мел Родригес — Бобби
- Джон Ханна — Колин
- Свузи Кёрц — Грейс, мать Кейт
- Фернандо Лухан — мистер Монтенегро
- Марьяна Тревиньо — София Монтенегро
- Сесилия Суарес — Магдалена Монтенегро
- Омар Чапарро — Бурро
- Хесус Очоа — Вито

## Производство
В феврале 2017 года, когда Анна Фэрис участвовала в качестве гостя в одном подкасте, ведущий предложил ей повторить какую-нибудь из ролей Голди Хоун, ссылаясь на внешнее сходство. Фэрис призналась, что любит За бортом, но явно занервничала от идеи повторять роль любимой актрисы. Второй ведущий, в свою очередь, предложил на главную мужскую роль тогдашнего мужа Фэрис, Криса Пратта.. В итоге через месяц было объявлено, что Фэрис действительно снимется в ремейке фильма вместе с Эухенио Дербесом, при этом главных героев обменяли полами. Съёмки начались в Ванкувере в мае 2017 года, в том же месяце к составу присоединилась Ева Лонгориа .